# 單姓 (姓氏)
單姓是一個中國人姓氏，在《百家姓》中排名第182位。

## 姓氏起源
- 出自姬姓，以邑名為氏：
  - 《元和姓纂》记载：周成王封少子臻于單邑（在今河南省孟津縣東南），為甸內侯，因氏焉。于周襄公、穆公、靖公二十余代為周卿士。
  - 《通志·氏族略》曰：成王封蔑于單邑，故為單氏。
- 中國北方少數民族複姓所改，《魏書·官氏志》记载：南北朝時，北魏有代北地區複姓阿單氏、紇單氏，皆改為漢姓單氏。

## 地望分佈
- 甘肅隴西
- 河南洛陽
- 山东高密
- 山东寿光
- 山東萊陽
- 廣東東莞
- 廣東廣州市增城

## 延伸阅读
[在维基数据编辑]
 《百家姓》
 《欽定古今圖書集成·明倫彙編·氏族典·單姓部》，出自陈梦雷《古今圖書集成》